# Applied and Computational Harmonic Analysis
Applied and Computational Harmonic Analysis is een internationaal, aan collegiale toetsing onderworpen wetenschappelijk tijdschrift op het gebied van de
toegepaste wiskunde en de numerieke natuurkunde.
De naam wordt in literatuurverwijzingen meestal afgekort tot Appl. Comput. Harmon. Anal..
Het wordt uitgegeven door Elsevier met imprint Academic Press en verschijnt tweemaandelijks.
Het eerste nummer verscheen in 1993.